# Dame Sarr
Elhadji Dame Sarr (* 4. Juni 2006 in Oderzo) ist ein italienischer Basketballspieler senegalesischer Abstammung.

## Werdegang
Sarr begann seine Laufbahn im Nachwuchs des Vereins Orange Basket Bassano. 2022 wechselte er zum FC Barcelona nach Spanien. Im Januar 2023 erhielt Sarr im Alter von 16 Jahren seinen ersten Einsatz in der Liga ACB. Mit Eric Vila war vor Sarr in der Geschichte des FC Barcelona nur ein Spieler bei seinem ACB-Einstand jünger. Im November 2023 bestritt Sarr sein erstes Spiel in der Euroleague. Im April 2025 einigten sich Sarr und der FC Barcelona auf die Auflösung ihres Vertrags.
Im Mai 2025 wurde sein Wechsel an die US-amerikanische Duke University bekannt.

### Nationalmannschaft
Mit der italienischen U18-Nationalmannschaft nahm Sarr in den Jahren 2023 und 2024 an den Europameisterschaften dieser Altersklasse teil.